# Осбальд
Осбальд (*Osbald, д/н — 799) — король Нортумбрії у 796 році.

## Життєпис
Походив зі знатної родини. Здобув гарну освіту, уславився військовою звитягою за часи Етелвалда Молла. У 790 році сприяв заколоту проти короля Осреда II, якого було повалено й поставлено Етельреда I, сина Етелвалда Молла. Того ж року взяв в облогу Берна (сина колишнього короля Ельфвалда I) в Селектуні, де захопив того й спалив.
У 793 році його друг Алкуїн, архієпископ Еофервіку, закликав відмовитися від життя у розкошах та жорстокостях, наче поганин. Втім умовляння не дали результати.
У квітні 796 року Осбальд захопив трон Нортумбрії, але його правління тривало лише 27 днів. Родичі попередніх королів об'єдналися і скинули його. Осбальд сховався на Ліндісфарн, де отримав черговий призов від Алкуїна змінити звички і постригтися в ченці. Проте Осбальд відповів відмовою і разом з нечисленними соратниками втік до піктів під захист короля Костянтина I.
Він помер близько 799 року й похований у безіменній могилі в Йоркському соборі.